# Niemir
Niemir, Niemirz, Niemierz – staropolskie imię męskie, złożone z dwóch członów: nie- (negacja) i -mir („pokój, spokój, dobro”). Być może oznaczało „tego, kto nie zna pokoju” albo powstało przez negację imion z członem Mir- (takich, jak Mirogniew albo Mirogod). Pisownia z kończowym -rz prawdopodobnie jest zapisem imienia zdrobniałego, uformowanego przy użyciu przyrostka -jь, pod wpływem którego wygłosowe -r przeszło w -rz. W dawnych źródłach mazowieckich jako zamiennik tego imienia w formie Niemierza często pojawia się imię Erazm.
Niemir imieniny obchodzi 14 lutego.
Zobacz też:
- Nimereuca
- Niemierzyn
- Niemierze
- Niemirowice
- Niemirki
- Niemirów — 4 miejscowości w Polsce i 2 na Ukrainie
- Niemirówka — 1 miejscowość w Polsce, 1 w Mołdawii i 3 na Ukrainie